# Jean Desaulx
Ne doit pas être confondu avec Jean de Saulx.
Léonor Simon Desaulx dit Jean Desaulx (ou De Saulx) est un graveur buriniste et aquafortiste français, né à Paris le 6 septembre 1772 et mort dans la même ville le 16 octobre 1841, où il fut actif à partir de 1801, spécialisé dans l'interprétation de toiles de maîtres anciens destinées aux ouvrages de collections muséales.

## Biographie
Léonor Simon Desaulx est né à Paris le 6 septembre 1772, fils de Léonore de Saulx, Chevalier de l'Ordre Royal et militaire de Saint-Louis, et de Jeanne Blondon ; il est baptisé le lendemain de sa naissance en l'église Saint-Nicolas-des-Champs.
Il existe une seule mention de son nom dans les Archives nationales, entre 1794 et 1800, mais avec les prénoms « Léonore-Simon », désigné alors comme exempté du service national par le Directoire, « ancien élève de Pillement, et artiste à l'École polytechnique, à la demande de La Révellière-Lépeaux ». 
La bibliographie française fait remonter ses premiers travaux, en tant que buriniste, à 1801, pour un paysage italien. En juillet 1803, est annoncée la parution en souscription du Voyage pittoresque de Constantinople et des rives du Bosphore qui présente un remarquable ensemble de cinquante planches en format paysage exécutées par un collectif de graveurs coordonné par François Denis Née, d'après les dessin d'Antoine Ignace Melling, et tirées sur les presses de Pierre Didot.
En 1805, il commence à collaborer, parfois en société avec Edme Bovinet, au Musée français de Robillard de Péronville et Laurent. L'année suivante, il est l'un des graveurs de la Galerie du Palais-Royal, travaillant au troisième volume d'une somme entamée en 1786 par Jacques Couché.
En 1808, il est présent pour la première fois au Salon de Paris, exposant deux gravures, tirées du Musée français, d'après Urbain Massard (fils de Jean Massard), Pier Francesco Mola, et Paul Bril ; l'adresse de son atelier indique le 38 rue de l'Odéon. Il collabore ensuite au Voyage pittoresque et historique de l'Espagne (P. Didot, 1808). En 1810, il est présent une deuxième fois au Salon, exposant deux graveurs tirés de deux paysages hollandais (Ruisdael et Van Huysum). En 1812, une première livraison par souscription le mentionne comme collaborateur à la gravure des estampes illustrant le Monumens anciens et modernes de l'Hindoustan dirigé par Louis-Mathieu Langlès,. En 1814, il est de nouveau au Salon, pour présenter deux gravures traduisant des maîtres hollandais (Brill et Ruisdael). 
En 1814, meurt son épouse prénommée Jeanne Désirée Ferdinand, née Lancake.
En janvier 1816, au début de la Restauration, il entre en grâce auprès du pouvoir en produisant l'une de ses rares gravures originales, représentant le Cimetière de la Madeleine, lieu où furent enterrés les restes de Louis XVI et Marie-Antoinette, ouvrage qu'il présente au roi Louis XVIII. Cette gravure est montrée au Salon de 1819, avec quatre autres, dont des paysages français d'interprétation et il y reçoit la médaille d'or. À ce même salon, il collabore à deux dessins lithographiques publiés par Charles Motte,,, lequel édite six paysages dessinés sur pierre sous le titre Recueil de paysages lithographiés, présentant une tentative originale de la part de Desaulx, et qu'il semble ne pas avoir poursuivi,.
En 1822, il fournit de nombreuses planches au Antiquités de la Nubie, dirigé par François-Christian Gau (Firmin-Didot). 
Desaulx revient ensuite au Salon en 1827 et 1834. Sa dernière adresse parisienne mentionne le 6 rue de Savoie.
En 1831, Charles Gabet le mentionne encore actif à Paris, au 20 rue des Grands-Degrés.
L’Almanach-Bottin du commerce de Paris le mentionne une dernière fois en 1841, avec comme adresse le 50 rue Saint-André-des-Arts.
Léonor Simon Desaulx meurt à l'hospice Cochin le 16 octobre 1841,.

## Galerie

Estampes gravées par Desaulx
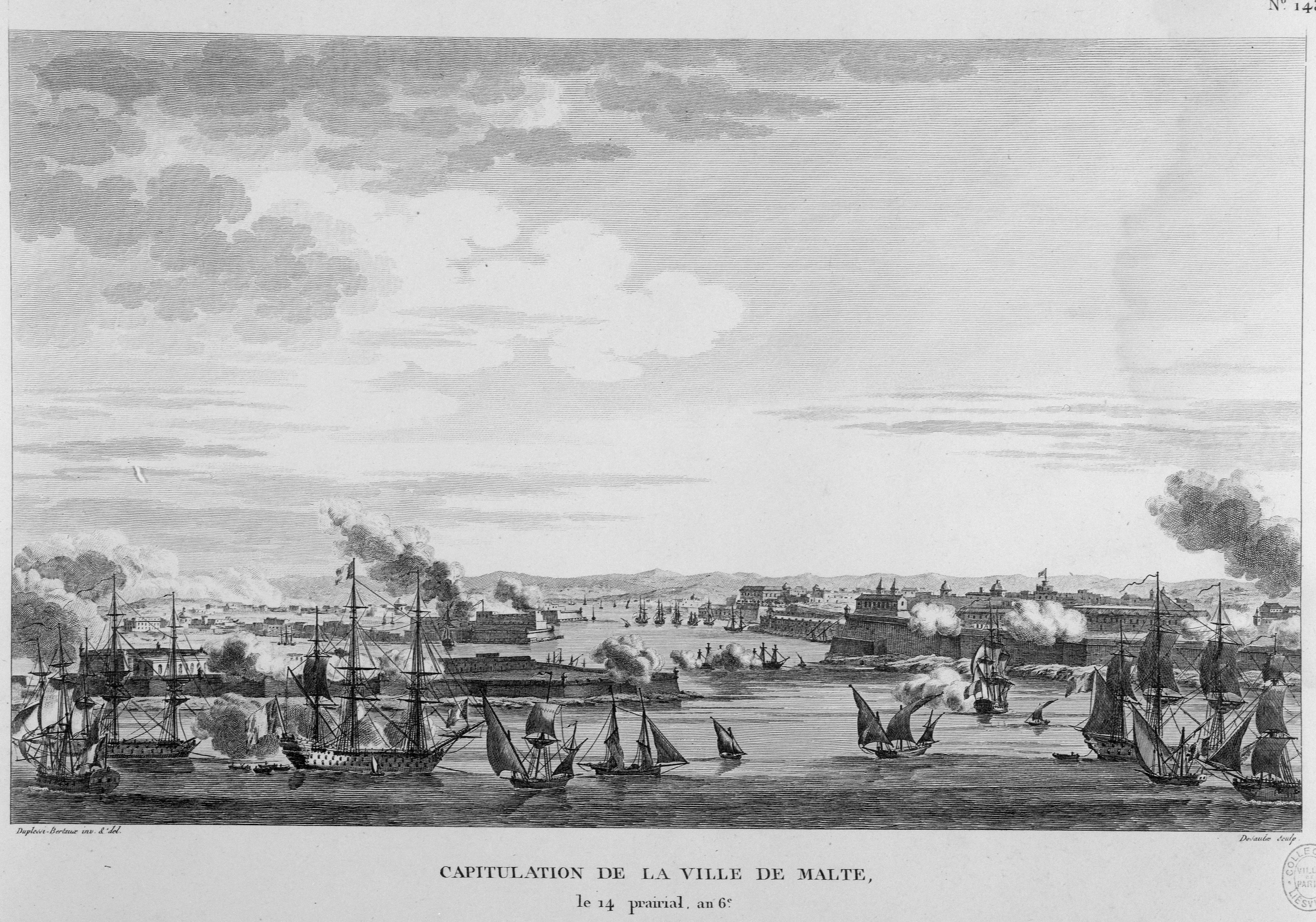
Capitulation de la ville de Malte, le 14 prairial, an 6 (avant 1814), d'après Duplessis-Bertaux
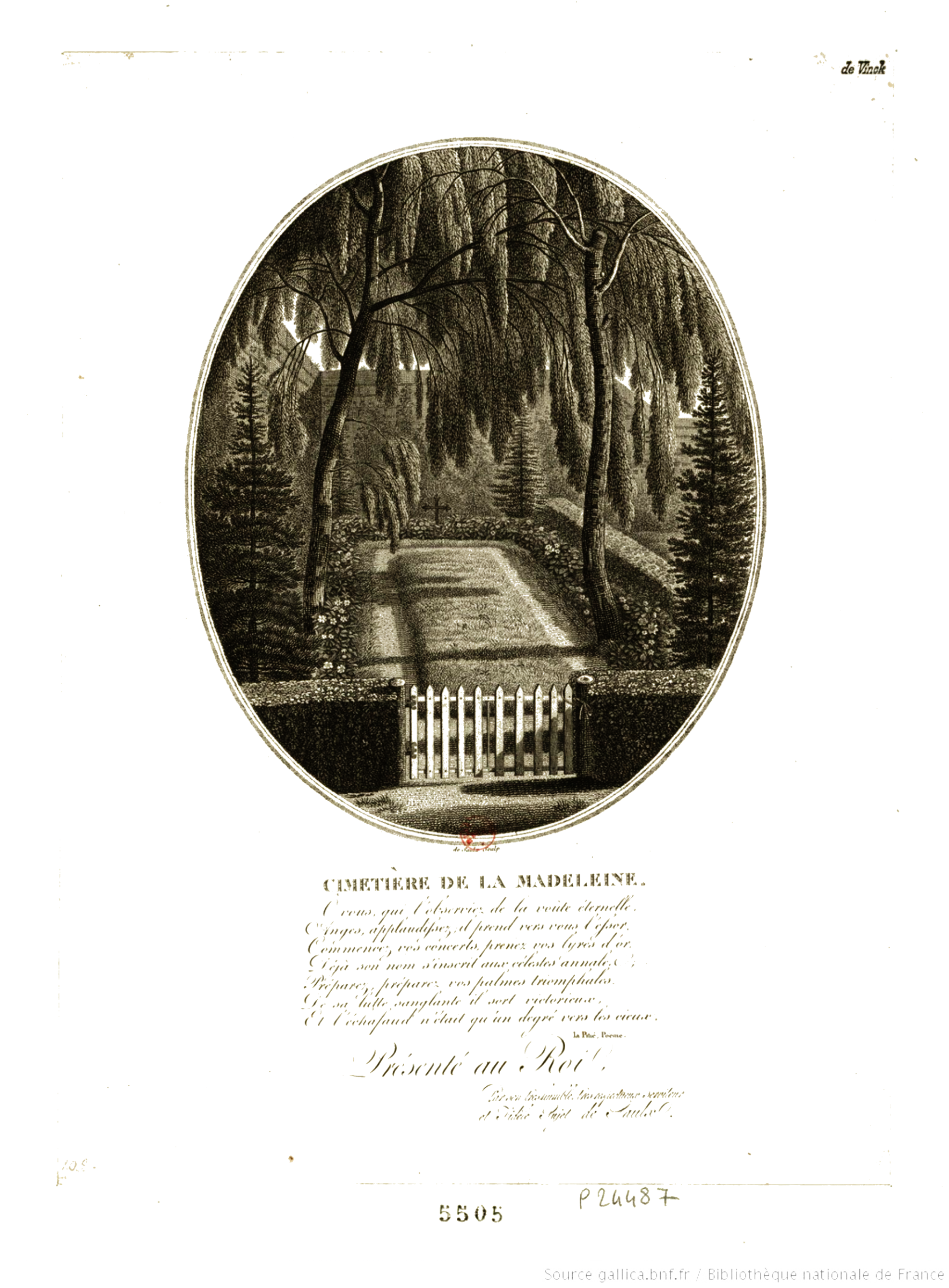
Cimetière de la Madeleine - Tombe de Louis XVI (1816), accompagné de vers signés Jacques Delille
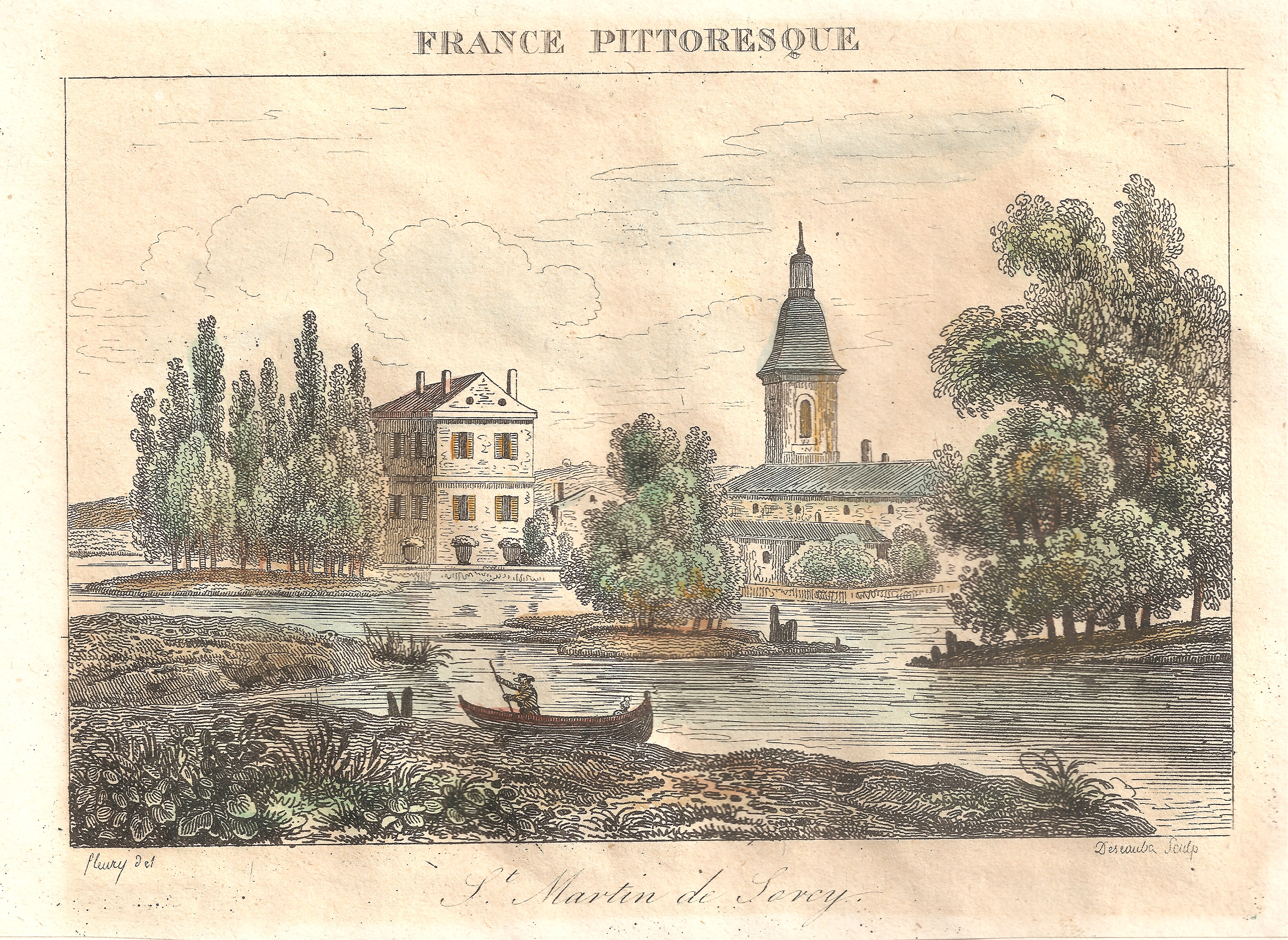
Saint-Martin de Sorcy d'après Fleury (fr.: La France pittoresque, 1835)